# (8166) Buczynski
(8166) Buczynski (1991 AH1) – planetoida z grupy pasa głównego asteroid okrążająca Słońce w ciągu 3,71 lat w średniej odległości 2,4 au Odkryta 12 stycznia 1991 roku.